# Paulin Tokala Kombe
Paulin Tokala Kombe (Kinshasa, 26 de março de 1977) é um futebolista congolês, que disputou a Copa das Nações Africanas de 2004.